# Kieli
Kieli (biał. Келі; ros. Кели, Kieli; pol. hist. Kiele) – wieś na Białorusi, w obwodzie homelskim, w rejonie żytkowickim, w sielsowiecie Rudnia.

## Historia
Początkowo chutory. Od 1991 położone są w niepodległej Białorusi.